# Lago del Barbellino
Il lago del Barbellino (in bergamasco lac del Barbelì) è un bacino artificiale situato nelle altitudini del comune di Valbondione, in alta Valle Seriana, provincia di Bergamo ed è il più grande lago artificiale delle Orobie bergamasche, mentre è secondo se si considera anche la porzione Valtellinese, dietro al lago di Belviso.

## Denominazione
Il lago prende il nome dalla piana del Barbellino, la quale, è ora la sede del lago, che viene alimentato - principalmente - dal torrente Serio, dal torrente Trobio e dal torrente Cerviera.

## Geografia
Situato ad un'altezza di 1.862 m s.l.m., si trova tra le seguenti valli:
- Valle del Trobio
- Valle della Cerviera
- Valle della Malgina
- Valle del Lago
- Lago del Barbellino Naturale / Sorgenti del Serio.[1]

Il bacino è per buona parte circondato dalle Alpi Orobie Bergamasche, raggiungibili attraverso i sentieri del Club Alpino Italiano (CAI); le principali vette che lo contornano sono: 
- a Nord, Pizzo Cappuccello (2714 m), Pizzo di Cavrel (2824 m), Pizzo del Diavolo della Malgina (2924 m)
- a Est, Monte Costone (2836 m)
- a Sud, Monte Trobio (2865 m), Monte Gleno (2882 m), Pizzo dei Tre Confini (2824 m), Pizzo Recastello (2886 m), Corni Neri (2650 m), Monte Verme (2189 m).[2]

Panoramica del lago e delle vette che lo circondano

Il lago artificiale fa parte del sito IT2060506 Belviso Barbellino, collocato nella parte settentrionale della provincia di Bergamo, al confine con la provincia di Sondrio. Nel 2005, dopo la richiesta della Regione Lombarda, il sito è stato classificato zona di protezione speciale (ZPS) da parte del Ministero dell'ambiente e della tutela del territorio e del mare. Nel 2006 la gestione del sito è stata affidata all'Azienda Faunistico Venatoria (A.F.V.) "Valbelviso-Barbellino".

### Caratteristiche
Il volume d'acqua contenuta all'interno del bacino è di 18.500.000 m³ e la capacità è pari a 19.500.000 m³; il bacino ha una lunghezza di 1 km, larghezza di 300 m e profondità di 60 m. La superficie corrisponde a 0,53 km².
Il colore verdastro è dovuto alla torbidità delle acque del torrente del Trobio, uno degli immissari del lago, che proviene dal Ghiacciaio del Trobio. Il colore torbido dell'acqua, che ha dato origine al nome del torrente, è tale per via del limo glaciale, ovvero fango prodotto dall'erosione dei detriti trasportati dal ghiacciaio sulle rocce tenere del letto di scorrimento.

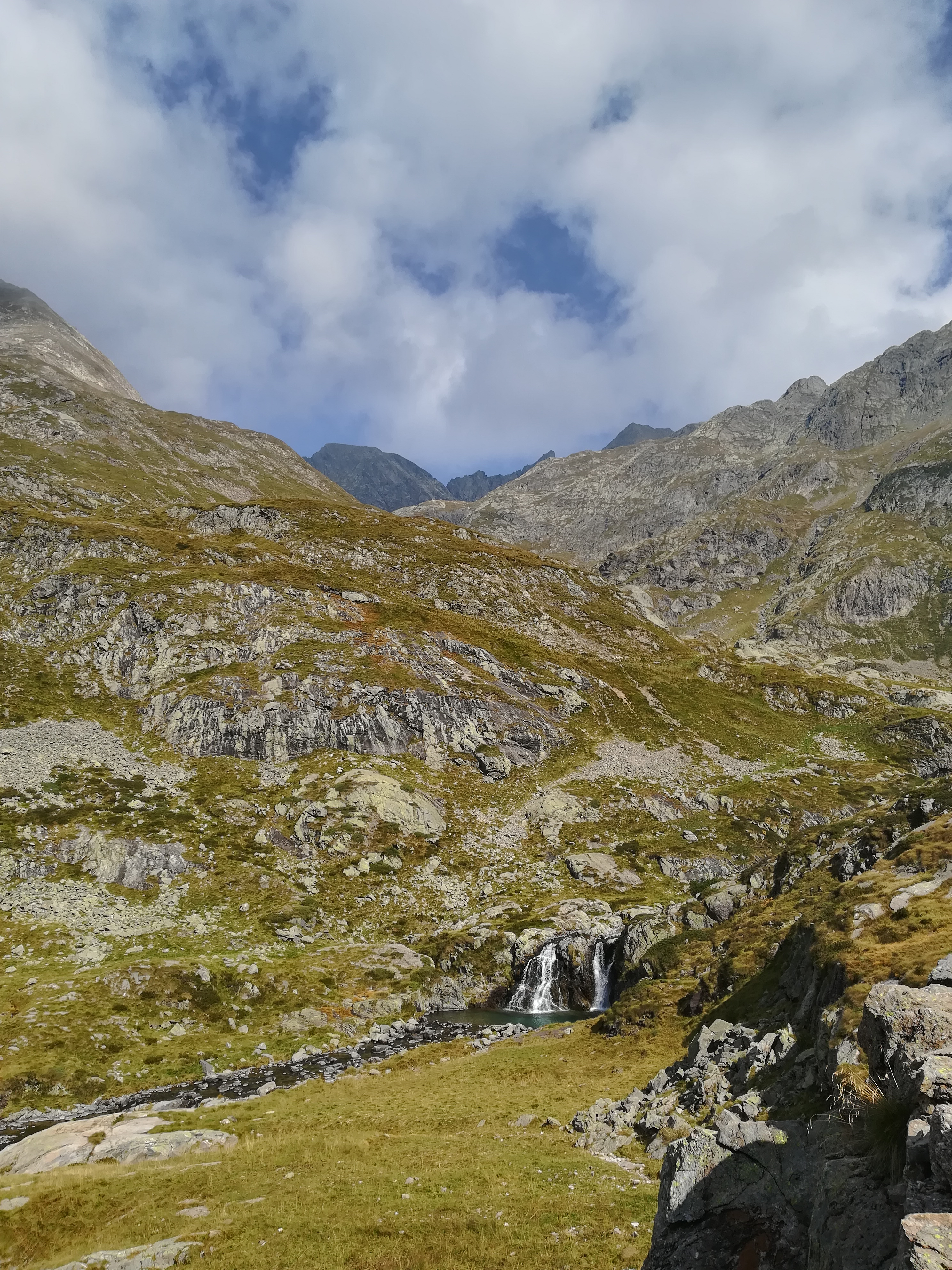
Il torrente Serio, proveniente da Nord-Est, sfocia nel Barbellino

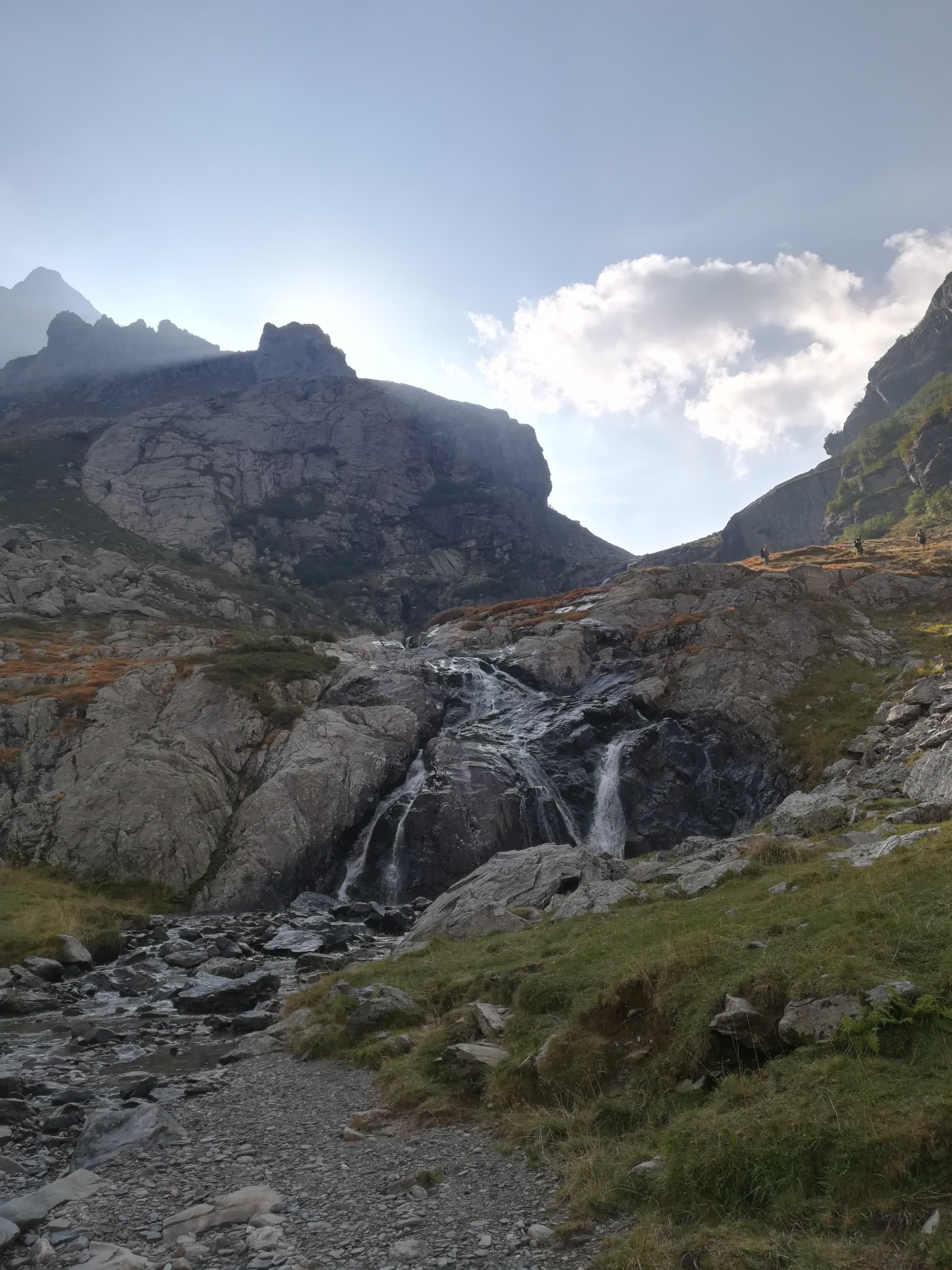
Il torrente Cerviera le cui acque confluiscono nel Barbellino

## Idrografia
Il bacino contiene le acque provenienti da diversi immissari, i principali sono:
- a Nord-Est, il torrente Serio, proveniente dal lago della Malgina (2339 m) e dal lago del Barbellino Naturale (2128 m), quest'ultimo è alimentato dalle due sorgenti del Serio, poste ad un'altitudine ancora maggiore
- a Sud-Est, il torrente del Trobio proveniente dal Ghiacciaio del Trobio
- a Sud, il torrente Cerviera, originato dai Laghi della Cerviera (2325 m) collocati sul Monte Cimone (Orobie)

Il suo emissario è il fiume Serio.

## Geologia
La conca che contiene l'acqua è di tipo glaciale, ovvero deriva dall'escavazione di un antico ghiacciaio. La collocazione del comune di Valbondione e gli intensi innevamenti hanno favorito in passato un forte sviluppo glaciale. Oggi, se consideriamo il versante di Valbondione e non quello valtellinese che invece ospita un maggior numero di ghiacciai, il Ghiacciaio del Trobio (chiamato anche "Ghiacciaio del Gleno") è l'unico ad essersi conservato. Il fondo della conca glaciale, che oggi giorno raccoglie le acque del lago, è lungo circa 800 m ed è circondato da rocce montonate.

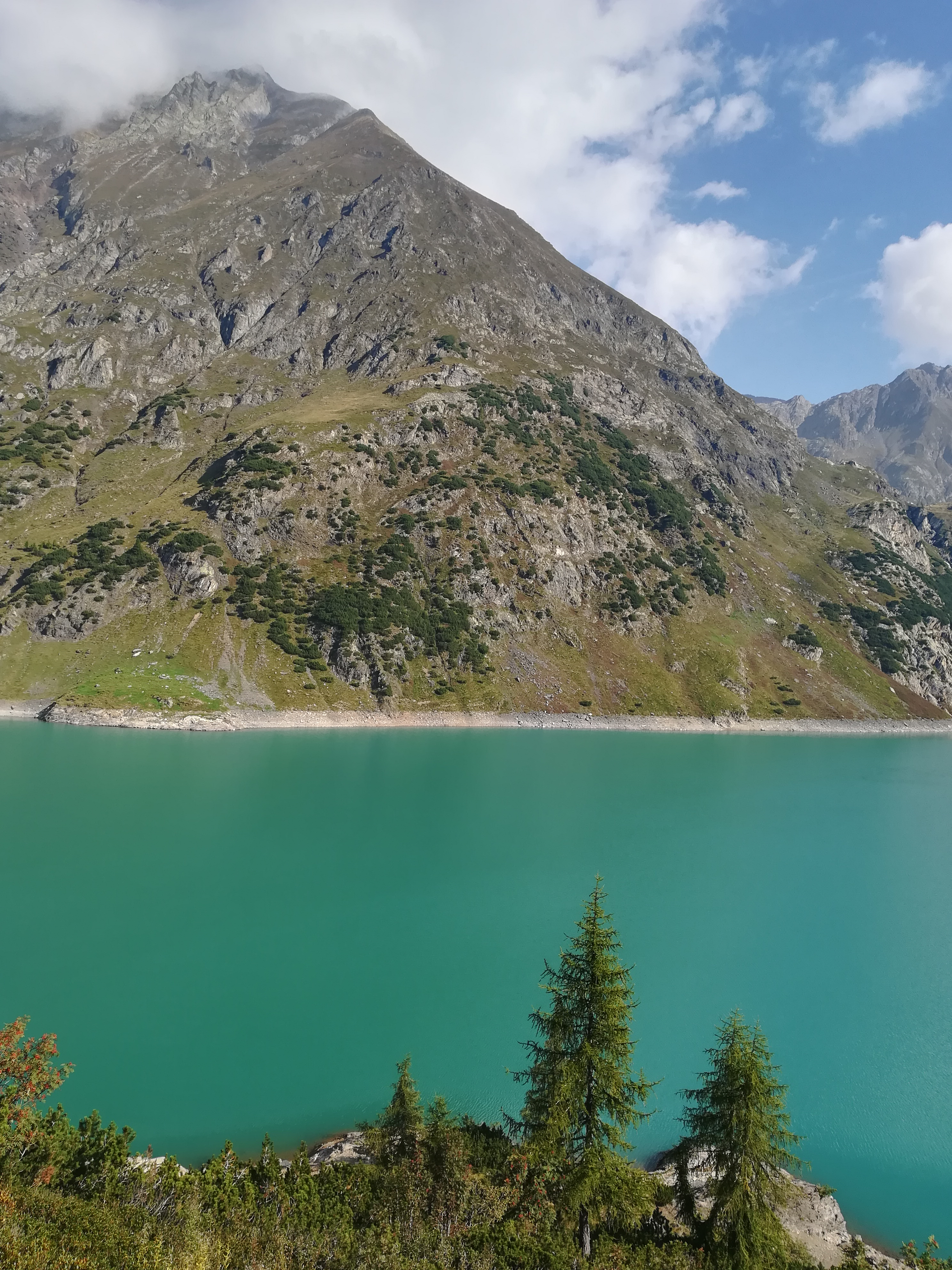
La ripidezza delle sponde del Barbellino, sullo sfondo il pizzo Cavrel

## Morfologia
Attualmente l'area attorno al lago è zona di pascolo, costituita da suoli podzolici boreali, caratterizzati dalla presenza di boschi di conifere su substrato silicatico. Le sponde del lago si caratterizzano per la loro ripidezza.

## Clima
Trovandosi nella zona più a Nord della provincia di Bergamo, il clima del lago è di tipo temperato freddo con:
- temperatura media annua non superiore a 2,9 °C
- temperatura media del mese più freddo dell'anno inferiore a -6 °C
- temperatura media del mese più caldo dell'anno non superiore a 9,9 °C
- escursione media annua tra 15 °C e 18 °C[3]

Nella zona orobica alpina che circonda il lago, le precipitazioni sono tra le più abbondanti della provincia bergamasca arrivando fino a 1.800 mm/anno. Per quanto riguardano le precipitazioni nevose, la zona orobica è caratterizzata da fenomeni rilevanti con valori che superano i 500 cm annui.

## La diga

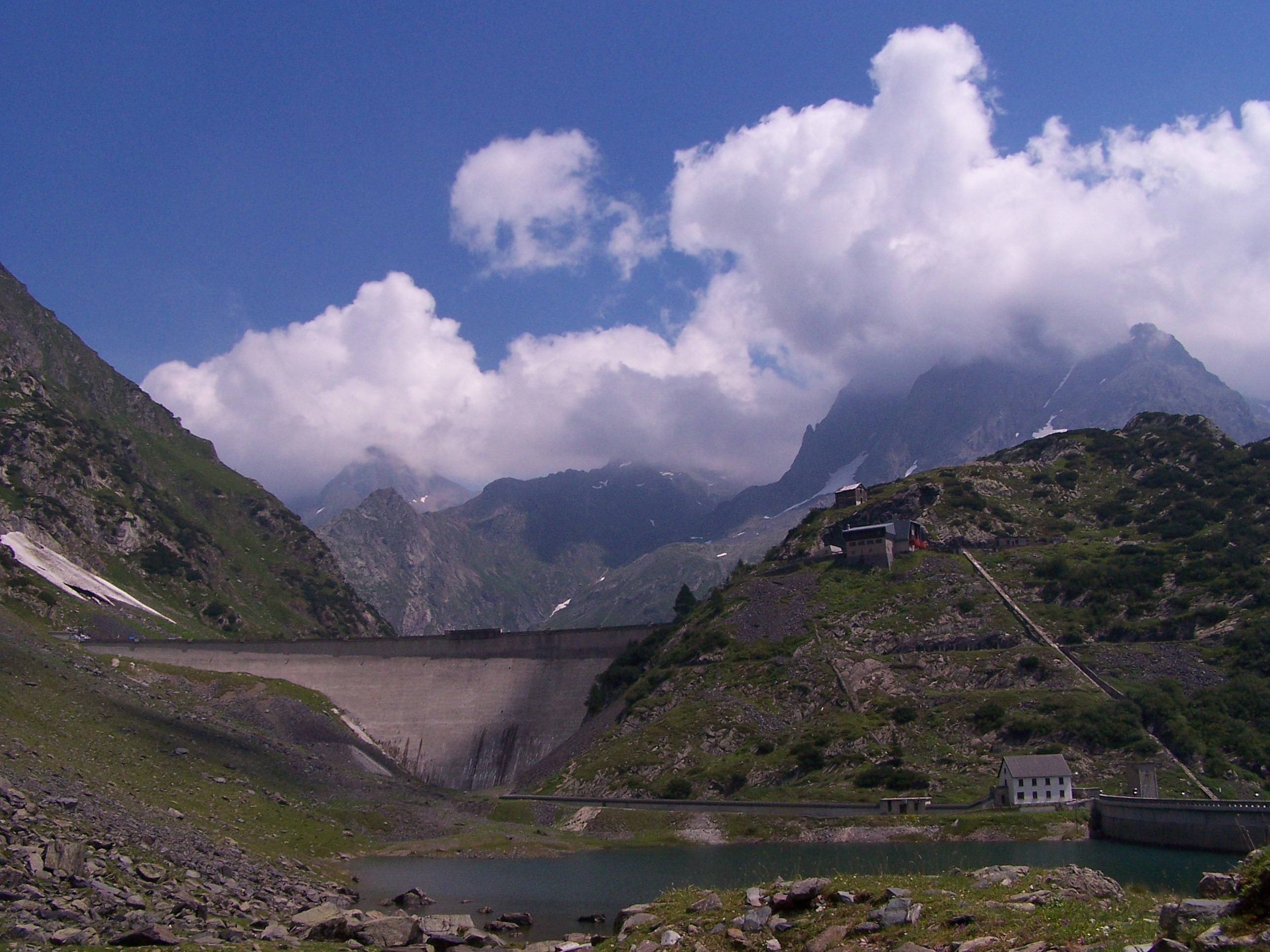
La diga del Barbellino presa dal lago Valmorta, poco più in basso

### Il complesso idroelettrico
La diga del Barbellino costituisce una parte del complesso di opere costruite per lo sfruttamento idroelettrico dell'Alto Serio. Il progetto venne sviluppato a partire dal 1917 dalla Società Idroelettrica del Barbellino con la realizzazione di alcuni serbatoi che permettevano di regolare correttamente il deflusso, per poi procedere con le restanti opere. Il complesso è costituito da 5 componenti:
- Diga del lago Barbellino con un invaso di 18.500.00 m³ di acqua
- Diga del lago di Valmorta con un invaso di 130.000 m³ di acqua
- Canali di derivazione in galleria con lunghezza complessiva di 11.2 km
- Un tratto finale di condotta forzata lungo 1.2 km
- Centrale idroelettrica dei "Dossi"[5]

Le acque contenute all'interno del bacino artificiale vengono scaricate, attraverso la diga, nel bacino di modulazione di Valmorta (Lago di Valmorta), collocato poco più in basso, il quale a sua volta alimenta la centrale Dossi (Valbondione).
Lo sfruttamento idroelettrico messo in atto dal complesso ha permesso di produrre una significativa quantità di energia elettrica "pulita", ovvero non derivata dalla combustione di petrolio o gas particolari. L'impianto produce oltre 148 milioni di kWh, corrispondente al consumo medio annuo di 60.000 famiglie.

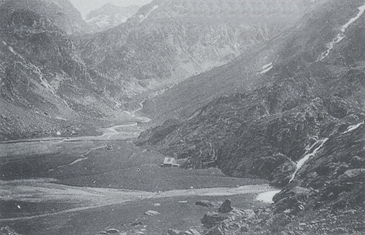
La foto risale al 1862 e ritrae la conca di origine glaciale attraverso cui scorrevano i ruscelli del Serio dove oggi, invece, giace il lago del Barbellino

### Il bacino del Barbellino
La creazione del bacino del Barbellino è stata realizzata attraverso l'opera di sbarramento del fiume Serio, dopo aver studiato le caratteristiche geologiche della zona per determinarne la forma e le dimensioni. Prima della realizzazione dello sbarramento, bisogna immaginare un vasto prato con serpeggianti ruscelli d'acqua che solcavano la vallata del così detto Piano del Barbellino, fino ad unirsi in un unico corso d'acqua che sboccava nelle Cascate del Serio, le più alte d'Italia (315 m di altezza).

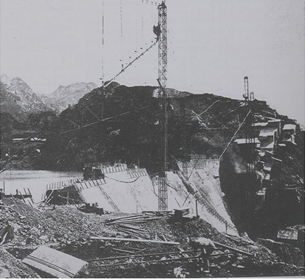
La foto è stata scattata a ridosso del Pizzo Cappuccello (2714). In primo piano la diga in fase finale di realizzazione, in secondo piano a sinistra, il lago del Barbellino

### La realizzazione della diga
Tra il 1917 e il 1923 venne realizzata la prima diga dell'impianto, ovvero la diga di Valmorta che diede vita al Lago di Valmorta. Successivamente, si pensò alla costruzione di una seconda diga, la diga del Barbellino, al fine di aumentare la quantità di acqua a disposizione per la produzione di energia elettrica. I lavori della diga ebbero inizio nel 1927 e si conclusero nel 1931. L'idea di costruire una diga che raccogliesse le acque della zona prevedeva inizialmente la costruzione di una diga all'altezza del Pian del Campo, ovvero nella parte alta della vallata che dall'abitato 
di Fiumenero si dirige verso il Pizzo Redorta, ma, nonostante il bacino sopra Fiumenero prevedesse una capienza maggiore, la conformazione delle montagne dove la diga doveva essere costruita era stata giudicata insicura e per questo è stata preferita la costruzione della diga del Barbellino. Diverse chiuse e canali scavati nelle vallate circostanti fanno comunque confluire le acque di diverse altre vallate all'interno del bacino. La diga è di tipo a gravità massiccia, in calcestruzzo, a pianta arcuata, con raggio di curvatura di m 300. La sua altezza è di 69 m, la quota massima della sommità della diga, o quota di coronamento, è di 1872 m, l'invaso però può raggiungere un'altezza massima di 1870 m.

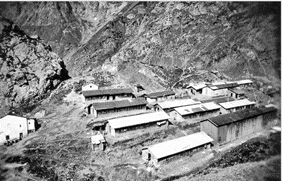
Baracche costruite per ospitare gli operai, 1929

#### Alloggi e edifici vari
Per la costruzione della diga fu realizzato un vero e proprio villaggio per ospitare gli 800 operai addetti ai lavori. Vi erano 12 baracche per gli operai e 2 per i capi, situate dove attualmente giace il Rifugio Antonio Curò. La Direzione Lavori generale invece era situata poco più in basso rispetto al Piano del Barbellino, ovvero accanto al Lago Valmorta. La polveriera del cantiere della diga era situata a Maslana, un piccolo villaggio di montagna con tipiche casette in pietra, situato a 1.200 m di altitudine. Essa custodiva gli esplosivi necessari per la demolizione della roccia per l'innesto delle nuove strutture in cemento e in calcestruzzo della diga. Gli esplosivi venivano trasportati dagli operai, poggiandoli sulle spalle, per un'ora e mezza di camminata in salita, fino ad arrivare alla zona di costruzione della diga. Gli addetti dovevano prestare molta attenzione visto il tratto in salita e la pericolosità del carico. Purtroppo gli incidenti non sono mancati: molti degli operai che si occupavano di trasportare la dinamite erano donne, tre di loro morirono durante il trasporto, una di loro inciampò e cadde con la cassa di dinamite. La tragedia avvenne il 25 aprile del 1919 e, per ricordare le tre donne operaie, fu realizzata una lapide in loro onore, situata lungo il sentiero di Maslana.

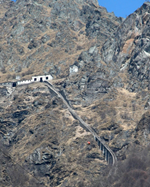
Teleferica che da Grumetti al Pinnacolo trasportava i materiali più pesanti (foto di Marzani Mario)

#### Impianti tecnologici
Durante gli anni 20 vennero costruiti 4 impianti per trasportare il materiale dal fondovalle sino al Piano del Barbellino. Una prima teleferica di tipo continuo partiva dal paese di Valbondione e raggiungeva il Rifugio Antonio Curò; con i suoi 4,5 km di lunghezza e un dislivello di 1000 m, ogni ora riusciva a trasportare 10 tonnellate di materiale. Una seconda teleferica partiva da Grumetti e giungeva al monte Pinnacolo (1858 m), con una lunghezza di 1,2 km e 800 m di dislivello. I materiali e le strutture più pesanti venivano trasportati con questa teleferica che poteva reggere il peso di materiali di 3000 kg. Una volta giunto al Pinnacolo, il materiale veniva trasportato su un trenino in galleria che giungeva fino alla diga di Valmorta. La terza teleferica era posta in parallelo rispetto alla prima e percorreva lo stesso tratto ma trasportava solo cemento. Infine, venne costruito un piano inclinato adibito al trasporto degli operai dal fondovalle a Grumetti fino al Pinnacolo, in funzione fino agli anni 70 quando venne costruita la nuova funivia.

## Raggiungere il lago
Per raggiungerlo si parte da Valbondione e si prosegue lungo la carrabile in direzione del Rifugio Antonio Curò. La passeggiata ha pendenza pressoché regolare fino a giungere al salto delle Cascate del Serio. Qui è possibile prendere il sentiero ripido, che prevede un percorso più breve ma con maggior pendenza, o si può proseguire lungo la carrabile panoramica che si arrampica lungo il lato della vallata piegando in più tornanti e che termina in prossimità del lago lungo un sentiero scavato nella roccia.

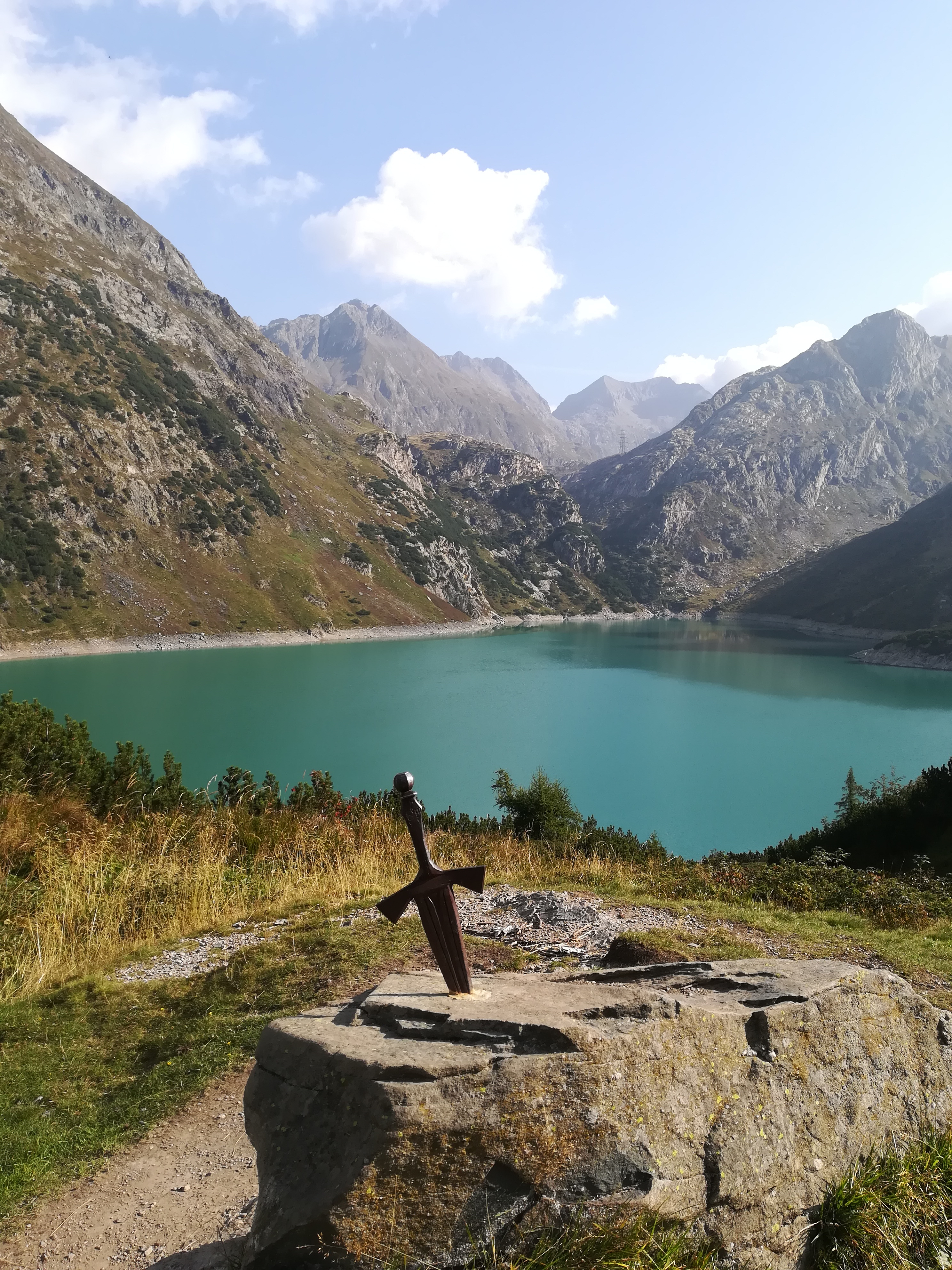
La spada conficcata nella roccia, a fare da sfondo il Barbellino e le Orobie

## Luoghi di interesse nella zona
La zona è ricca di vallate e montagne interessantissime da visitare, e per questo l'adiacente Rifugio Curò è molto frequentato. Da qui dipartono i sentieri per il Pizzo del Diavolo della Malgina, il Pizzo Recastello, il Monte Cimone e la Valle della Cerviera, il Pizzo dei Tre Confini, il Monte Gleno, il Monte Trobio, il Monte Costone, il Pizzo Strinato, il Monte Torena, le cime di Caronella, il lago del Barbellino Naturale, il Lago della Malgina, il lago Gelt, la Valmorta, il Pizzo Coca ed altri ancora. Il passaggio sulla diga è sbarrato, e per poter passare dall'altro lato bisogna scendere sotto la diga e risalire dall'altro lato.
Nei pressi del rifugio Curò è conficcata una "spada nella roccia ". Installazione è avvenuta nel 2016 per l'iniziativa "Sentieri creativi" promossa dal CAI e si ispira alla leggenda delle cascate del Serio.

## Galleria d'immagini

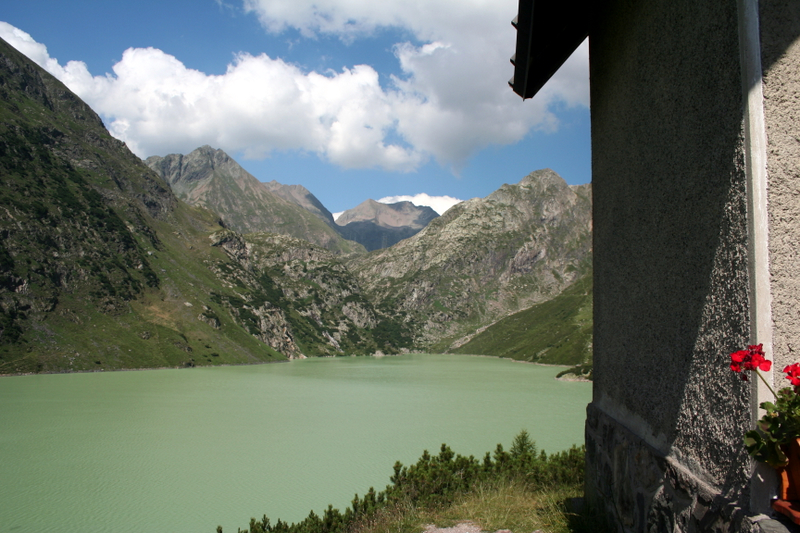
Il lago visto dal Rifugio Curò
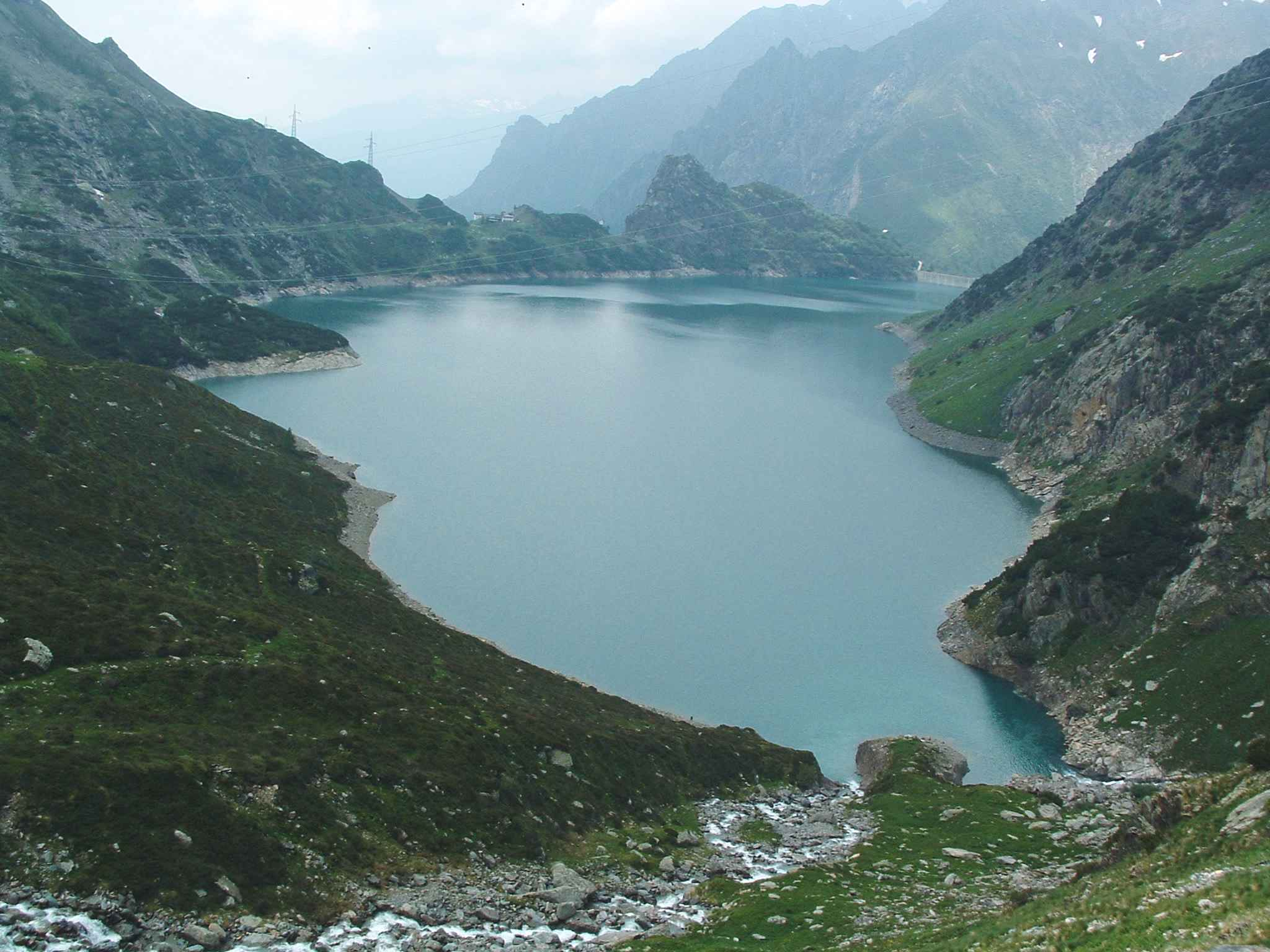
Il Lago Barbellino visto da est
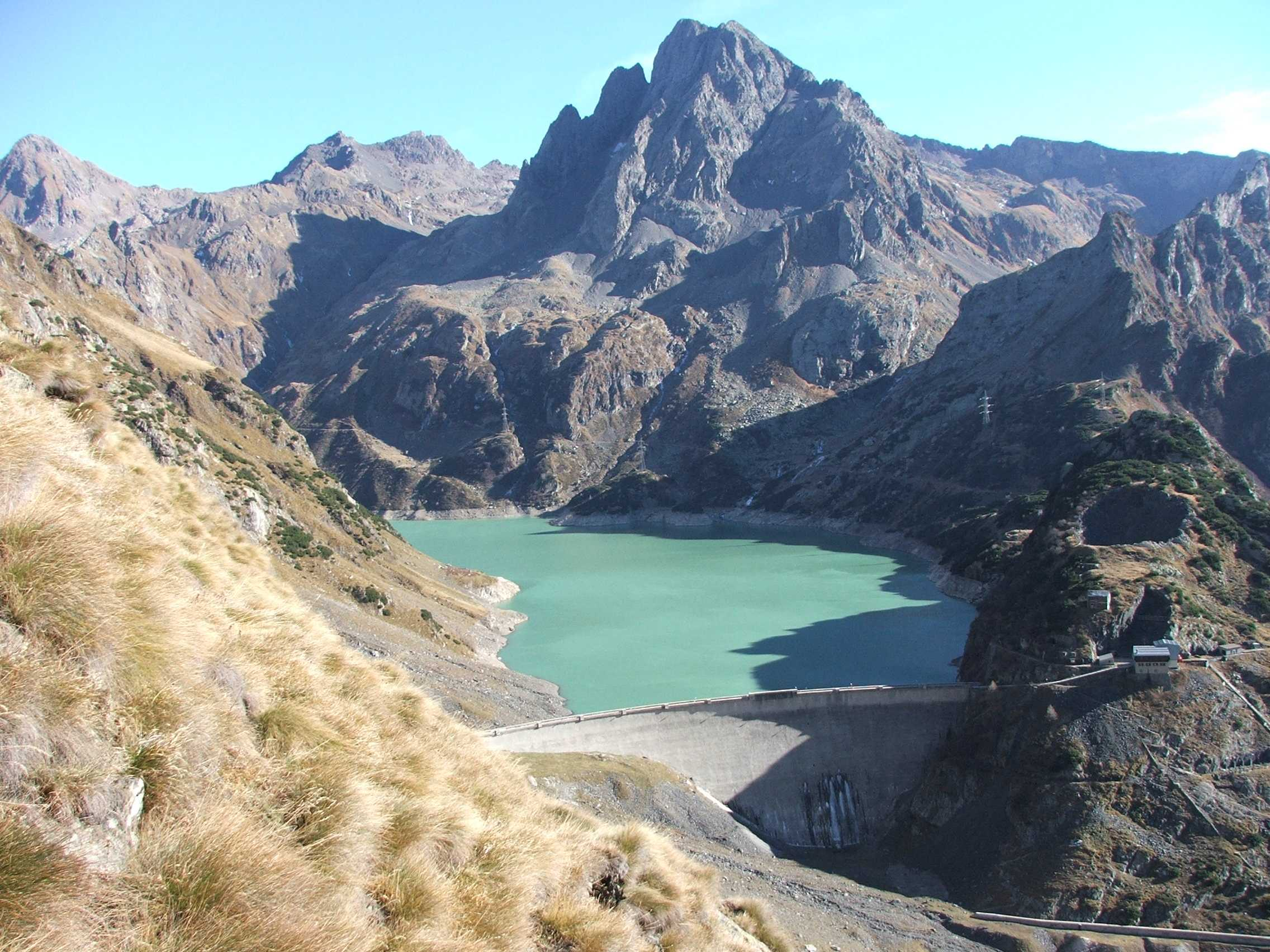
Il lago visto dalla Valmorta. Sullo sfondo il Pizzo Recastello
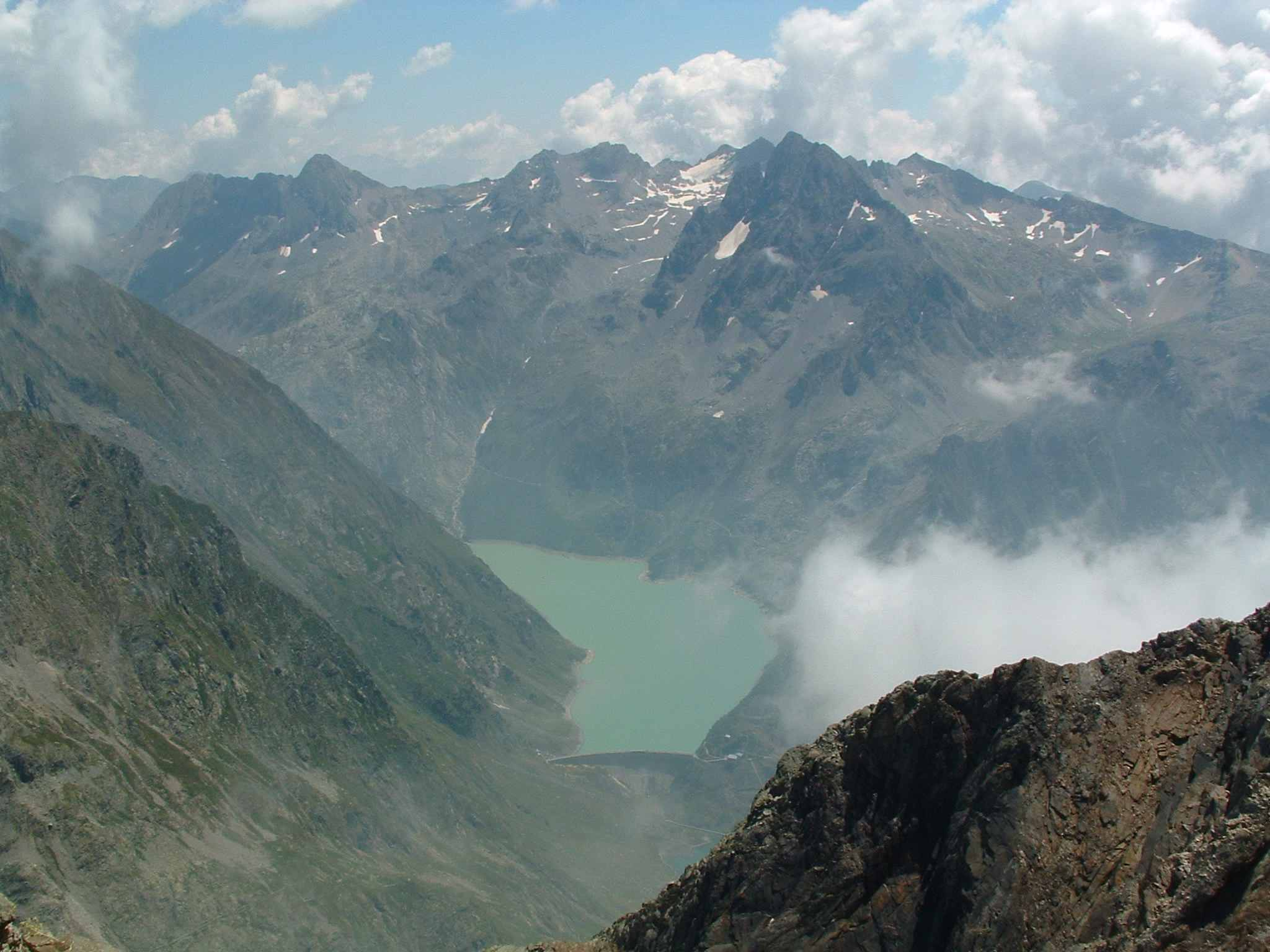
Il Lago del Barbellino dalla cima del Pizzo Coca